# Acanthophis
Acanthophis – rodzaj jadowitych węży z rodziny zdradnicowatych (Elapidae). 

## Zasięg występowania
Rodzaj obejmuje gatunki występujące w Australii, Papui-Nowej Gwinei i Indonezji. 

## Charakterystyka
Samice z tego rodzaju są jajożyworodne. Gady te polują na jaszczurki, inne węże i małe ssaki. Jad tych węży jest bardzo niebezpieczny, zawiera dużo neurotoksyn.

## Systematyka

### Etymologia
- Acanthurus: gr. ακανθα akantha „kolec, cierń”, od ακη akē „punkt”[6]; ουρα oura „ogon”[7].
- Acanthophis: gr. ακανθα akantha „kolec, cierń”, od ακη akē „punkt”[6]; όφις óphis, όφeως ópheōs„wąż”[8]. Nowa nazwa dla Acanthurus Daudin, 1803 (nazwa zajęta przez Acanthurus Forsskål, 1775 (Acanthuridae)).
- Ophryas: gr. οφρυς ophrus, οφρυος ophruos „brew”[8]. Gatunek typowy: Ophryas acanthophis Merrem, 1820 (= Boa antarctica Shaw & Nodder, 1802).

### Podział systematyczny
Do rodzaju należą następujące gatunki:
- Acanthophis antarcticus (Shaw & Nodder, 1802) – zdradnica śmiercionośna
- Acanthophis cryptamydros Maddock, Ellis, Doughty, A. Smith & Wüster, 2015
- Acanthophis hawkei Wells & Wellington, 1985
- Acanthophis laevis Macleay, 1878
- Acanthophis praelongus Ramsay, 1877
- Acanthophis pyrrhus Boulenger, 1898
- Acanthophis rugosus Loveridge, 1948
- Acanthophis wellsi Hoser, 1998